# 周文健
周文健（英語：Michael Chow，1960年1月11日—），是香港男演員，現定居於澳門和珠海兩地，曾於新口岸新填海區某外資娛樂場從事中介人業務長達十年，後於珠海經營火鍋店，現已結業。

## 生平
周文健祖籍福建，生於北京，母親是北京人。四歲來到香港，九歲隨家人移民到加拿大，1985年畢業於加拿大約克大學心理系，隨後到香港開展演藝事業。首部正式演出的電影為1986年許冠文的《神探朱古力》，此後多次在香港電影中出任主角和配角。最為人熟悉的作品為1992年於無綫電視主演的劇集《他來自天堂》，［逃學威龍2］， 及一系列生力啤廣告。於2000年代，由於港產片市道不景，多在美國大演出，甚少在香港露面。
私人生活上，周文健曾與關淑怡拍拖四年，及有兩段婚姻。
2017年復出幕前拍攝廣告及電影。

## 作品

### 電影
| 年份       | 片名                              | 角色                |
| 1985年     | 瘋狂遊戲                          |                     |
| 1986年     | 八喜臨門                          |                     |
| 1986年     | 痴心的我                          |                     |
| 1986年     | 神探朱古力                        | 警官                |
| 1987年     | 呷醋大丈夫                        |                     |
| 1988年     | 血Call機                          |                     |
| 1988年     | 霸王花                            | Peter / Ronald      |
| 1988年     | 警察故事續集                      | C.I.D.              |
| 1988年     | 八星報喜                          | 史生                |
| 1988年     | 三人世界                          | 王偉雄              |
| 1988年     | 城市特警                          | 韓政手下            |
| 1988年     | 繼續跳舞                          |                     |
| 1988年     | 義膽紅唇                          | Bobby               |
| 1989年     | 單身貴族                          |                     |
| 1989年     | 冲天小子(Path of Glory)(警校故事) | 洛奇                |
| 1989年     | 少女心                            |                     |
| 1989年     | 奇蹟                              | 郭振華手下          |
| 1989年     | 賭神                              | 賭場經理            |
| 1989年     | 說謊的女人                        |                     |
| 1989年     | 求愛夜驚魂                        |                     |
| 1990年     | 表姐，你好嘢！                    | 王弟 阿牛           |
| 1990年     | 皇家賭船                          | 船長                |
| 1991年     | 表姐，妳好嘢！續集                | 徐虎                |
| 1991年     | 我老婆唔係人                      | Michael             |
| 1992年     | 嘩鬼旅行團                        | 向東                |
| 1992年     | 逃學威龍2                         | 政治部探員          |
| 1992年     | 細佬識講嘢                        | Michael（客串演出） |
| 1992年     | 與鴨共舞                          | Mike                |
| 1992年     | 夜夜伴肥嬌                        | 張先生              |
| 1992年     | 積奇瑪莉                          |                     |
| 1993年     | 七月十四                          | 周Sir               |
| 1993年     | 一屋哨牙鬼                        | 阿狼                |
| 1993年     | 香港也瘋狂                        | 司機                |
| 1993年     | 新難兄難弟                        | 張活游              |
| 1993年     | 情天霹靂之下集大結局              |                     |
| 1993年     | 風塵三俠                          | Michelle            |
| 1994年     | 戀愛的天空                        | 五行                |
| 1994年     | 正月十五之一生一世                | 周Sir               |
| 1994年     | 倫文敘老點柳先開                  | 能武                |
| 1994年     | 999誰是兇手                       | 何鐵男警官          |
| 1994年     | 運財童子                          | 克仔                |
| 1994年     | 阿德晒命                          | 吳德                |
| 1995年     | 公僕II                            | 周督察              |
| 1995年     | 月黑風高                          | 周仔                |
| 1995年     | 野性的邂逅                        |                     |
| 1995年     | 特警急先鋒                        | 阿文 / 周志文       |
| 1995年     | 賊王                              | Doctor Lam          |
| 1996年     | 孟波                              | 孟波                |
| 1996年     | 港督最後一個保鑣                  | 大健                |
| 1996年     | 正牌香蕉俱樂部                    | 米高                |
| 1997年     | 借錢專家                          | 低B                 |
| 1997年     | 呢個乜嘢場                        |                     |
| 1997年     | 夜半2點鐘                         |                     |
| 1997年     | 97家有囍事                        |                     |
| 1997年     | 十五億殺人網絡                    |                     |
| 1997年     | 老鼠龍之猛龍過港                  |                     |
| 1997年     | 完全摧花手冊                      |                     |
| 1997年     | 猛鬼通宵陪住你                    |                     |
| 1998年     | 九星報喜                          | 馬麟舉              |
| 1999年     | 黃金惡夢                          | Joe                 |
| 1999年     | 自殺前14天                        | 曹沙展              |
| 1999年     | 親蜜情人之無限誘惑                |                     |
| 2000年     | 撞鬼你之血光之災                  | 王適                |
| 2000年     | 9月9                              |                     |
| 2001年     | 驚天大逃亡                        | 耀宗                |
| 2001年     | 老友記茶餐廳                      |                     |
| 2002年     | 迷離警界之蘭鬼坊                  | 高級警員Ben         |
| 2002年     | 殭屍大時代                        |                     |
| 2002年     | 迷離警界之鬼車                    |                     |
| 2003年     | 賭俠之人定勝天                    |                     |
| 2004年     | 30分鐘戀愛                        |                     |
| 2004年     | 浪漫春情                          |                     |
| 2006年     | 馬可．波羅                        |                     |
| 2017年拍攝 | 西遊之凈壇使者 (網絡電影)         |                     |
| 2022年     | 正義迴廊                          | 朱愛倫              |
| 2023年     | 風再起時                          | 韓生 (肥B)          |
| 2024年     | 談判專家                          | 李俊傑              |
| 2024年     | 焚城                              |                     |

### 電視劇
- 他來自天堂（1992年）
- 上海之戀 （1999）
- 危險旅程 （2003）

### 電視節目
- 唱談普通話（1990－1998年）
- 開心浪漫俏夫人（1992年）
- 新華旅遊輕輕鬆鬆世界通（1993年）（第1-3集）
- 永安旅遊話你知：點解葡萄牙咁好玩（1996年）
- 蔡瀾嘆世界（1998年）（第8-9集）
- 星光伴我行（第31－33集）

## 廣告代言
- 1986年：匯豐銀行 （页面存档备份，存于）
- 1988年：生力啤 此時此地1 （页面存档备份，存于）
- 1988年：生力啤 此時此地2 （页面存档备份，存于）
- 1988年：生力啤 此時此地3 （页面存档备份，存于）
- 1989年：生力啤 此時此地4 （页面存档备份，存于）
- 1990年：生力啤 （页面存档备份，存于）

## 外部連結
- 周文健的新浪微博
- 周文健在时光网上的簡介（简体中文）
- 周文健在香港影庫上的簡介
- 周文健在豆瓣上的资料（简体中文）
- 周文健的Instagram帳戶